# QV Андромеды
QV Андромеды (лат. QV Andromedae), HD 7546 — двойная звезда в созвездии Андромеды на расстоянии приблизительно 740 световых лет (около 227 парсеков) от Солнца. Видимая звёздная величина звезды — от +6,27m до +6,22m.

## Характеристики
Первый компонент — бело-голубой гигант, вращающаяся переменная звезда типа Альфы² Гончих Псов (ACV) спектрального класса B9IIIpSi или B8. Масса — около 4,128 солнечных, радиус — около 3,601 солнечных, светимость — около 512,861 солнечных. Эффективная температура — около 11967 К.
Второй компонент — красный карлик спектрального класса M. Масса — около 512,12 юпитерианских (0,4889 солнечных). Удалён на 2,399 а.е..